# Răpirea din serai
Răpirea din serai (titlul original în germană Die Entführung aus dem Serail) este o operă comică  (Singspiel), a cărei muzică a fost scrisă de Wolfgang Amadeus Mozart pe un libret de Stephanie Gottlieb, care a revizuit libretul cu titlul Belmont und Constanze, oder Die Entführung aus dem Serail, scris de Christoph Friedrich Bretzner.
Premiera absolută a operei a avut loc la 16 iulie 1782, la "Teatrul Național" din Viena. 
Are numerotația K 384 în catalogul Köchel.

## Personajele operei
- Selim Pașa (rol parlando)
- Constanța, logodnica lui Belmonte (Soprană/Soprană de coloratură)
- Blonda, însoțitoarea Constanței (Soprană)
- Belmonte, un nobil spaniol (tenor / tenor lirico-lejer)
- Pedrillo, servitorul lui Belmonte și supraveghetor al grădinilor Pașei (tenor / Tenor buff)
- Osmin, supraveghetorul proprietăților lui Selim Pașa (bas bass-buffo)
- Klaas, un corăbier (rol parlando)
- un mut
- o gardă (rol parlando)
- corul ienicerilor (cor)
- ieniceri, soțiile lui Selim Pașa, paznici, sclavi

## Acțiunea
Acțiunea se petrece în Turcia. 

### Actul I
(În palatul lui Selim Pașa se găsesc închise Constanța și camerista ei Blonda. Curând apare Belmonte, un tânăr nobil spaniol, iubitul Constanței, sosit pentru a o elibera. Pedrillo, valetul său, prizonier și el, îi promite ajutorul......). Dar intrarea în palat îi este închisă de Osmin, căpetenia ienicerilor. Profitând de faptul că Pașa Selim este mare amator de arhitectură, Pedrillo ajuns grădinar îl recomandă pe Belmonte drept unul dintre cei mai renumiți arhitecți italieni ai timpului, reușind astfel să-i asigure accesul în serai. Inima lui Belmonte este plină de speranță. Constanța, dimpotrivă, singură și prizonieră în palat, își cântă dragostea pe care o crede pierdută.

### Actul II
(În interiorul seraiului, Blonda își bate joc de caraghiosul Osmin. Deprimată și înspăimântată de amenințările lui Selim, Constanța își exprimă gândurile triste. ...). Dar iată că apare Pedrillo care anunță celor două femei sosirea lui Belmonte și planul lor de a fugi în aceeași noapte. Osmin va fi adormit cu un praf pe care Pedrillo i-l va turna în vin. Pentru moment cei patru îndrăgostiți se regăsesc fericiți.

### Actul III
(La miezul nopții, Belmonte și Pedrillo pătrund în grădina palatului. Cu ajutorul unei scări, Constanța și Blonda coboară și cele două perechi se îndreaptă către o barcă acostată la țărm...) Osmin însă se trezește și îi surprinde. Selim Pașa sosește. Pe rând, Belmonte și Constanța iau vina asupra lor, fiecare dorind să-l salveze pe celălalt. Impresionat de puterea dragostei lor, Selim Pașa îi iartă și le redă tuturor libertatea.